# رشيد حسن الكردي
وهو رشيد بن حسن آغا الكردي من اهالي خانقين  في العراق، قدم إلى بغداد عام 1300هـ/1882م، وكان عالمِاً فاضلاً تخرج على يد العلامة غلام رسول الهندي، بعد أن قرأ على الشيخ محمود شكري الآلوسي،    وعلى الشيخ القاضي علي الآلوسي، وصار بعدها خطيباً ومدرساً وإماماً في مدرسة وجامع الحاج أمين جلبي، الكائن في رأس القرية، وكان رشيد الكردي يتقن من اللغات اللغة الفارسية والعربية والأنكليزية والكردية، بالإضافة إلى تضلعه بالقرآن وعلومه، وكان سلفي المنهج والعقيدة، لا تأخذه في الله لومة لائم، ومن أشد الناس إنكارا للبدع والخرافات، ولغلبة الحدة على طبعهِ تراه يألف الوحدة ولا يميل إلى الأختلاط بالناس، وكانت تربطه علاقة صداقة قوية بالأستاذ حكمت سليمان، عندما كان عضواً في مجلس المعارف في العهد العثماني، حيث عين الشيخ رشيد مدرساً للعلوم الدينية في المكتب السلطاني، وإماماً في ذلك المكتب يؤم الطلاب وقت الصلاة.
وكان تقياً ورعاً متقشفا في ملبسهِ ومأكلهِ ويعيش عيش الزاهدين، وبلغ من العمر تسعون عاماً وكان عزيز النفس أبياً، حيث أصابتهُ فاقة أيام القحط في بغداد عام 1320هـ/1902م، وضيقة مالية جعلتهُ يبيع معظم كتبه ومقتنياته من متاع وآثاث، ولم يبق عنده شيء وبسبب تأخر الخزينة عن دفع رواتبه الشهرية، فتوجهت همته إلى أن يتصل بالشيخ عبد الوهاب النائب، فأنتظره على باب المحكمة الشرعية وكان من عادة الشيخ عبد الوهاب أن يمتطي جواداً عند مجيئه للمحفل الشرعي في المحكمة، فلما أقبل على جواده أخذ الشيخ رشيد بزمام الجواد وهزهُ هزاً عنيفاً وقال له: ( ياشيخ أنت تأكل الدجاج مع الرز ونحن نأكل التراب من الجوع)، فعرف له النائب حقه ونزل عن جواده وأعطاه مبلغا من المال ليسد حاجته حتى يحصل رواتبه من الخزينة، وفي أواخر أيامه أتخذ لنفسه غرفة مسكناً في جامع الحيدرخانة، الواقع في شارع الرشيد ببغداد، وحج في أواخر عمره وأصابه بعد رجوعه من الحج مرضا في عينه، وفي المثانة ثم توفي على أثره عام 1374هـ/1954م، ودفن في مقبرة الشيخ معروف، وقد شيعه طلابه وأصحابه وبعض الوزراء والأمراء وفي مقدمتهم السيد حكمت سليمان، الذي كان من محبيه وأصحابه.

## مؤلفاته
- تفسير القرآن الكريم.
- حاشية في أصول الفقه على كتاب المنار.
- شرح بعض الأحاديث الغريبة.
- حواشي في النحو والصرف والهيئة والمنطق.
- مؤلفات عديدة ومقالات في الصحف.
- مخطوطات (لم تطبع أعطيت بيد ورثته في خانقين).